# Musée du château de Dourdan
Le musée du château de Dourdan est un musée français localisé dans le château de Dourdan, situé à Dourdan (Essonne), dans la région Île-de-France.
Il est constitué d'une partie intégrée au château fort du XIIIe siècle et d'un bâtiment moderne dans la cour, inauguré en 2019.

## Bâtiments
Le musée se trouve au sein du château philippien construit vers 1222. Il est réparti entre des bâtiments anciens intégrés au château, et un bâtiment construit récemment dans la cour, à quelques mètres du premier.

### Maison-musée
La partie historique occupe une partie du châtelet, de l'ancien grenier à sel et de la tour d'angle est des murailles du château. Le grenier à sel est bâti en 1743 à l'emplacement d'une ancienne grange.  

### Extension
Le bâtiment moderne est construit de 2018 à 2019. En 2018, le diagnostic archéologique permet de découvrir un puits  du XIIIe siècle qui doit se retrouver sous la nouvelle construction. Ce puits est désormais visible dans l'accueil du bâtiment, grâce à un plancher en verre. 